# ديفي باندا
ديفي باندا (بالإنجليزية: Davi Banda)‏ (ولد29 ديسمبر1983 في زومبا) هو لاعب وسط كرة قدم ملاوي والذي لعب مؤخرا بنادي الفهود السوداء في جنوب أفريقيا في دوري الدرجة الأولى.

## مشواره
بداء باندا مشوار في مقاطعته بنادي اتحاد زومبا. وبعد 4 سنين، انتقل إلى نادي الأسود الحمراء في 2007.

## مشواره الدولي
لاعب الوسط هو عضو بمنتخب ملاوي لكرة القدم وأحد لاعبي فرق كأس الأمم الأفريقية 2010 . في 11 يناير 2010 وقد سجل هدفه الدولي الأول أمام الجزائر. ولعب 17 مباراة دولية امام 6 فرق أفريقية.

## أهدافه الدولية
| # | التسجيل         | المكان     | الخصم | الأهداف | النتيجة | المسابقة        |
| - | --------------- | ---------- | ----- | ------- | ------- | --------------- |
| 1 | 29 نوفمبر، 2010 | دار السلام | كينيا | 3-2     | فوز     | كأس سيكافا 2010 |
| 2 | 29 نوفمبر، 2010 | دار السلام | كينيا | 3-2     | فوز     | كأس سيكافا 2010 |

## روابط خارجية
- ديفي باندا على موقع الاتحاد الدولي (مؤرشف)  (الإنجليزية)
- ديفي باندا على موقع قاعدة بيانات كرة القدم.إي يو (الإنجليزية)
- ديفي باندا على موقع ناشيونال فوتبول تيمز (الإنجليزية)